# 伺事記録
伺事記録（うかがいごときろく）とは、戦国時代の室町幕府奉行人であった飯尾堯連によってまとめられた記録。全2冊。原本は尊経閣文庫所蔵。
伺事に関する控・備忘録として作成されたと考えられている。前冊は堯連の祖父である飯尾元連とその同僚であった清元定による伺事の控であり、「御前記録案也」という表題が付けられ、延徳2年8月28日（1490年9月12日）に行われた将軍足利義材の判始の際に行われた伺事以後のものが採録されている。後冊は堯連ら奉行衆が伺事などで用いた意見状などの写が主であり、その日付は天文8年（1539年）から同16年（1547年）にわたる（将軍足利義晴・義藤の時期に相当する）。
いずれも、戦国期の室町幕府の訴訟制度を知るための貴重な史料となっている。